# بلوساوتسی
بلوساوتسی (به صربی: Belosavci) یک منطقهٔ مسکونی در صربستان است که در توپولا واقع شده‌است. بلوساوتسی ۱٬۱۸۲ نفر جمعیت دارد.